# Victoria Mayer
María Victoria Mayer (ur. 19 czerwca 2001 w Santa Fe) – argentyńska siatkarka, reprezentantka kraju, grająca na pozycji rozgrywającej. Uczestniczka Letnich Igrzysk Olimpijskich 2020 w Tokio.

## Sukcesy klubowe
Superpuchar Francji:
- 2022[8]

Liga francuska:
- 2023[9]

## Sukcesy reprezentacyjne
Mistrzostwa Ameryki Południowej Kadetek:
- 2016[10]

Mistrzostwa Ameryki Południowej Juniorek:
- 2016[11], 2018[12]

Puchar Panamerykański Juniorek:
- 2017[13]

Igrzyska Panamerykańskie:
- 2019[14]

Mistrzostwa Ameryki Południowej:
- 2023[15]
- 2021

Puchar Panamerykański:
- 2023[16], 2024[17]

## Nagrody indywidualne
- 2018: MVP i najlepsza rozgrywająca Mistrzostw Ameryki Południowej Juniorek[18]
- 2019: Najlepsza rozgrywająca Igrzysk Panamerykańskich[19]